# Darknet-sur-Mer
Darknet-sur-Mer est une série télévisée française de 6 épisodes créée par Rémy Four et Julien War produite par Joëy Faré pour Scarlett Production et Marco Cherqui pour Chic Films, diffusée sur Amazon Prime depuis le 7 octobre 2022.

## Synopsis
Ben et Flo (Théo Fernandez), deux amis récemment renvoyés du centre de thalasso de Ponet-sur-Mer, montent un faux site de tueurs à gages sur le darknet. La dernière victime de leur arnaque, Alkan (Artus) un mafieux albanais se met en tête de les retrouver, épaulé par son homme de main, Veran (Imer Kutllovci), un tueur expérimenté. 

## Fiche technique
- Titre : Darknet sur mer
- Créateurs : Rémy Four, Julien War

## Distribution
- Artus : Alkan
- Théo Fernandez : Flo
- Imer Kutllovci : Veran
- Joséphine Draï : Elise
- Léon Plazol : Ben
- Arié Elmaleh : Mehmet
- Vincent Desagnat : Monsieur Ledoux
- Pascal Légitimus  : Le commissaire